# ژوئل باتس
ژوئل باتس (به فرانسوی: Joël Bats) بازیکن فوتبال و دروازه‌بان اهل فرانسه است که از سال ۱۹۸۳ تا ۱۹۸۹ میلادی عضو تیم ملی فوتبال فرانسه بوده‌است. وی در ۵۰ بازی ملی حضور داشته‌است.